# Суромна
Суромна — село в Суздальском районе Владимирской области России, входит в состав Боголюбовского сельского поселения.

## География
Село расположено на берегу речки Сунгирь в 1 км на запад от центра поселения посёлка Боголюбово, в 3 км на северо-восток от Владимира. 

## История
Церковь построена здесь в первый раз в 1704 году и освящена в 1705 году во имя Введения во храм Пресвятой Богородицы, священником был определён Семеон Тимофеев, дьяком - Иван Никифоров. Вместо этой церкви в 1800 году построена другая деревянная же, в 1843 году она исправлена. Колокольня была также деревянная, возобновлена в 1873 году. В конце XIX — начале XX веков построена каменная, в таком виде и сохранилась по настоящее время. Каменная церковь построена в 1895 году. Освящена 18 декабря 1900 года.
В конце XIX — начале XX века село входило в состав Боголюбовской волости Владимирского уезда.
С 1929 года село являлось центром Суромского сельсовета Владимирского района, с 1940 года — в составе Боголюбовского сельсовета, с 1960 года — в составе Лемешинского сельсовета, с 1965 года — в составе Суздальского района, с 1978 года — в составе Новосельского сельсовета, с 2005 года — в составе Боголюбовского сельского поселения.
До 2009 года в селе действовала Суромнская начальная общеобразовательная школа.

## Население
| 1859 | 1897 | 1905 | 1926 | 2002 | 2010 | 2021 |
| ---- | ---- | ---- | ---- | ---- | ---- | ---- |
| 755  | ↗787 | ↗958 | ↗981 | ↘571 | ↗646 | ↗941 |

## Инфраструктура
В селе имеются дом культуры, библиотека, магазин.

## Достопримечательности
В селе находится действующая Церковь Введения во храм Пресвятой Богородицы (1895).

## Известные уроженцы
- Хайлов, Николай Степанович (1901—1968) — министр внутренних дел Коми АССР.